# Geisteswissenschaftliche Pädagogik
Die Geisteswissenschaftliche Pädagogik ist eine theoretische Ausrichtung der deutschsprachigen Pädagogik, die Erziehung und Bildung als geistig-kulturelles und geschichtliches Phänomen betrachtet. Die Erziehungswirklichkeit ist dabei immer das Ergebnis einer geschichtlichen und biographischen Entwicklung, was bedeutet, dass man die Bedeutung einer Erziehungssituation nur dann verstehen kann, wenn man die Geschichte des Zöglings und die Geschichte seines Umfeldes mit einbezieht. Die Geisteswissenschaftliche Pädagogik grenzt sich dabei von der Naturwissenschaft ab, wobei die grundlegende Erkenntnismethode der Geisteswissenschaftlichen Pädagogik die Hermeneutik ist, um die psychischen Zustände eines Menschen in ihrer Bedeutung zu verstehen und ihrem Sinn nach zu deuten. Des Weiteren postuliert die Geisteswissenschaftliche Pädagogik eine relative Autonomie der Pädagogik.
Auch das heute in der Sozialen Arbeit führende Konzept der Lebensweltorientierung bezieht sich in seiner Betonung der Bedeutung des Alltags für die Klienten auf die geisteswissenschaftliche Pädagogik.

## Entwicklung

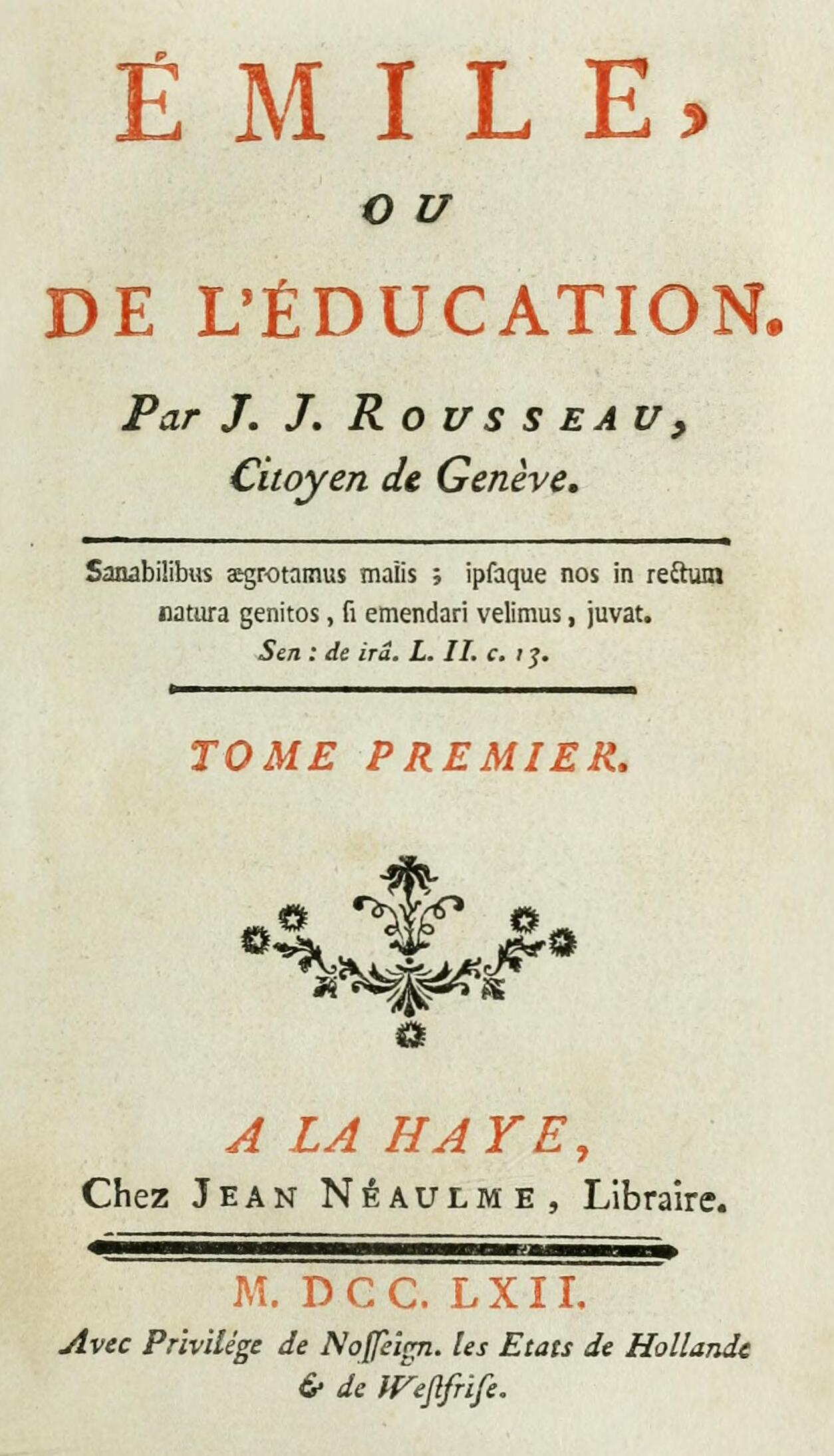
Ideen, wie sie beispielsweise von Rousseau propagiert wurden, sollten kritisch-konstruktiv hinterfragt und methodisch konsequent weiterentwickelt werden

Die Geisteswissenschaftliche Pädagogik entwickelte sich zu Beginn des 20. Jahrhunderts, im Zeichen zunehmender pädagogischer Spezialisierung. Zu dieser Zeit gab es eine Erweiterung pädagogischer Arbeitsfelder, welche auf Einsichten über die Wichtigkeit von Erziehung und Bildung beruhten. Damit eröffneten sich Möglichkeiten für institutionalisierte und professionelle Pädagogik, mit einer neuen Art der wissenschaftlichen Herangehensweise, welche der veränderten Praxis angemessen war. Dabei verstand sich die Geisteswissenschaftliche Pädagogik als theoretischer Unterbau dieser besonderen historischen Situation. Sie interpretierte die neue gesellschaftliche Situation in der Absicht, ein durchgängiges Verständnis für das pädagogische Handeln plausibel und verbindlich zu machen.
Die Pädagogik wurde erst spät als eigenständiger Forschungs- und Lehrbereich an den Universitäten eingerichtet. Die ersten reinen Pädagogiklehrstühle wurden in den 1920er Jahren besetzt. Davor waren sie mit anderen Aufgaben gekoppelt oder an andere Lehrstühle angegliedert, wie beispielsweise Philosophie und Psychologie in Verbindung mit Pädagogik. Geisteswissenschaftliche Pädagogik ist ein Sammelbegriff für die vorherrschende Richtung, die sich an den Universitäten verankern konnte und in dieser Hinsicht erheblichen Einfluss gewann.
Die Geisteswissenschaftliche Pädagogik hatte sich das Verstehen der Erziehungswirklichkeit, ihrer Entwicklung und ihrer Prinzipien zur Aufgabe gemacht. Sie strebte dabei an, eine theoretische Fundierung der Erziehungswirklichkeit zu leisten, die von der Praxis ausgeht und diese reflektiert. Diese Theorie wiederum sollte, wissenschaftlich abgeklärt, dann den pädagogischen Praktikern als Orientierung und Vergewisserung dienen. Mit diesem Konzept einer Theorie von der Praxis für die Praxis sollte die pädagogische Dimension in der historischen Entwicklung aufgezeigt werden. Diese historisch pädagogische Praxis, die hier interpretiert und reflektiert wurde, waren vor allem reformpädagogische Ansätze, welche dann als wissenschaftlich fundierte Theorien in der gegenwärtigen praktischen Tätigkeit als Orientierung dienen sollten.
Der Begriff Erziehungswirklichkeit deutete das kulturelle System Erziehung dabei als historische Realität, die zwar innerhalb der Gesellschaft, aber dennoch nach eigener Idee wirkt. Als Zweck dieser Erziehungswirklichkeit wurde die Realisierung von Bildung begriffen, die in der Mündigkeit der Subjekte resultiert, welche nach den eigenen Möglichkeiten und den gesellschaftlichen Herausforderungen der jeweiligen Zeit erreicht werden soll. Im zentralen Organ dieser Bewegung, der Zeitschrift Die Erziehung, wurde dies 1926 folgendermaßen formuliert:

„Über Erziehung zu denken, ist nicht allein Sache der Forschung, sondern der Bildung überhaupt.“

Hauptvertreter dieser Richtung der Erziehungswissenschaft waren, in der ersten Generation: Herman Nohl, Theodor Litt, Eduard Spranger, Max Frischeisen-Köhler und in der schulpolitischen Umsetzung Georg Kerschensteiner. In der zweiten Generation sind hervorzuheben: Wilhelm Flitner, Erich Weniger, Otto Friedrich Bollnow und Fritz Blättner.
Ihre Bedeutung verlor die Geisteswissenschaftliche Pädagogik weitgehend durch die von Heinrich Roth propagierte Realistische Wendung der 1960er Jahre, die im Zeichen der Orientierung auf Empirie und Ideologiekritik stand. Sie wurde abgelöst von einer deutlich sozialwissenschaftlich orientierten Erziehungswissenschaft. Pädagogen, die in der Tradition der geisteswissenschaftlichen Pädagogik ihren Ausgang genommen und sie in den 1970ern als kritische Pädagogik beziehungsweise Kritische Erziehungswissenschaft weiterentwickelt haben, sind Herwig Blankertz, Wolfgang Klafki und Klaus Mollenhauer.

## Wesentliche Merkmale

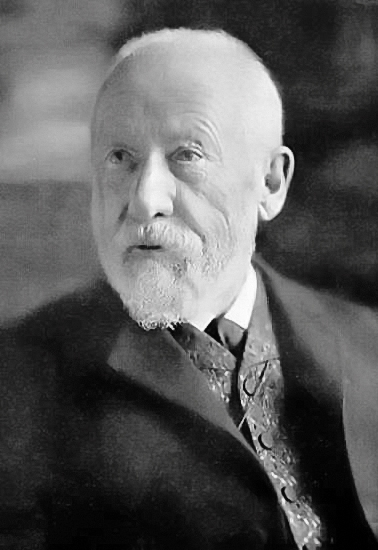
Wilhelm Dilthey strebte eine einheitliche Begründung der Geisteswissenschaften an und gilt somit als Wegbereiter der Geisteswissenschaftlichen Pädagogik

### Geschichtlichkeit
Als Grundcharakteristikum der Erziehungswirklichkeit wird in der Geisteswissenschaftlichen Pädagogik die Geschichtlichkeit betrachtet. Damit ist gemeint, dass jeder in seinem Denken und Handeln durch seine Vergangenheit bestimmt wird. Außerdem ist der Mensch auch verantwortlich für seine Geschichte, wobei sowohl Tun als auch Unterlassen Folgen hat. Der Mensch gestaltet demnach seine Geschichte, wobei das rationale Durchdringen der Geschichte Grundstrukturen aufzeigt, die auch in der jeweiligen Gegenwart noch wirksam sind.
Die Geisteswissenschaftliche Pädagogik hat auch eine Vielzahl historisch-systematischer Untersuchungen der Erziehungswirklichkeit unternommen. Der Grund dafür findet sich in der Annahme der fortwirkenden Bedeutsamkeit von Quellen und Texten auch längst vergangener Epochen, wobei jedes aktuelle pädagogische Problem auf seine historischen Hintergründe zu untersuchen sei. Dabei sollte die Text- und Quellenforschung der Aufklärung über die geschichtliche Entwicklung der vorgegebenen Erziehungs- und Bildungsvorstellungen dienen, um schließlich mit ihrer Hilfe eben die Strukturelemente herauszuarbeiten, die möglicherweise zur Lösung aktueller Probleme beitragen könnten.
Bei Geschichtlichkeit wird auch die Vorläufigkeit betont, da alle pädagogischen Theorien als dem historischen Wandel unterliegend zu behandeln sind. Nach Auffassung der Geisteswissenschaftlichen Pädagogik kann es kein zeitlos gültiges System von Erziehungsstilen, Erziehungsinstitutionen oder Erziehungsmethoden geben.

### Hermeneutik

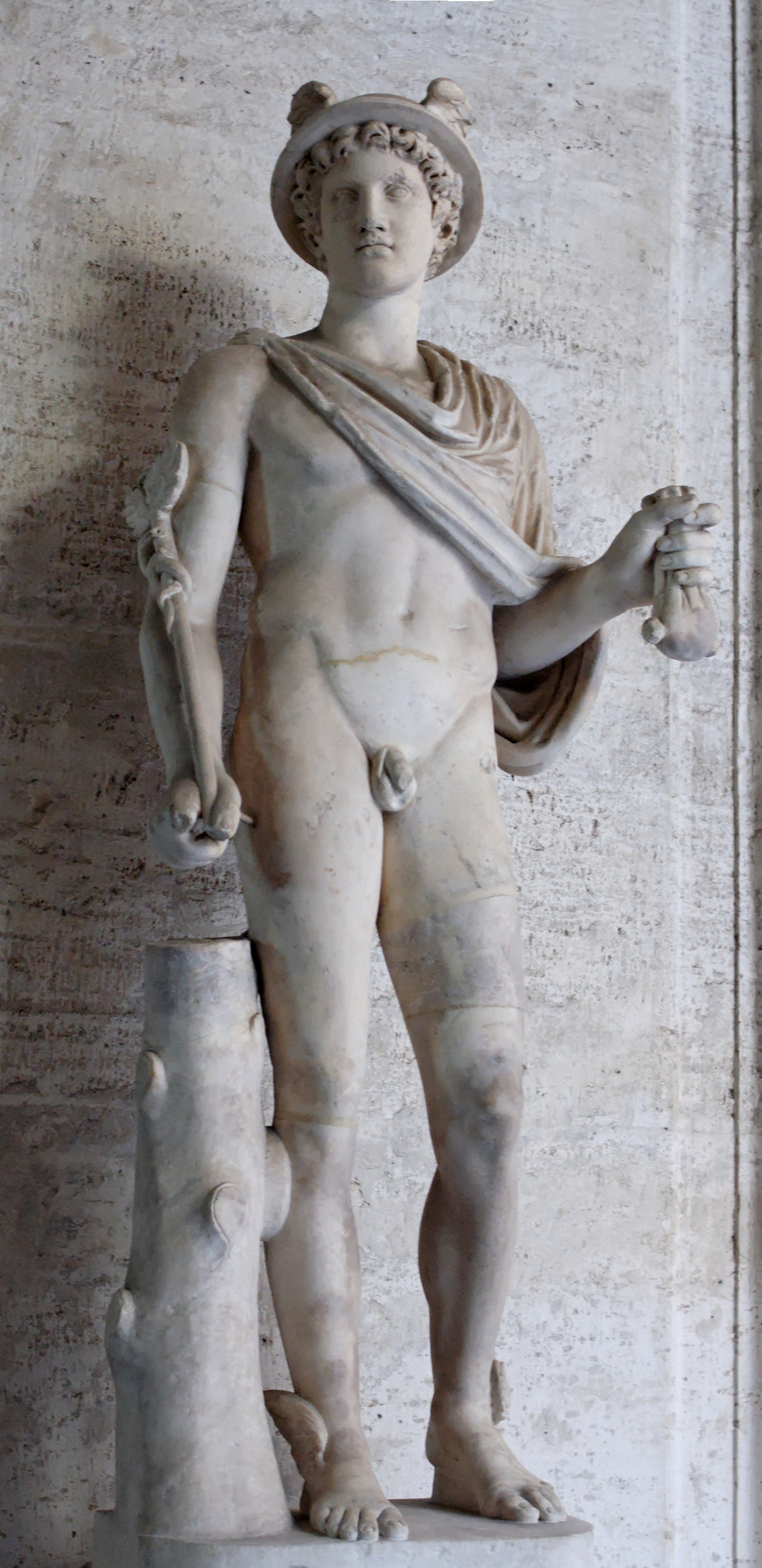
Hermes der Götterbote als Grundlage der Hermeneutik? In der griechischen Mythologie jedenfalls war Hermes nicht nur der Überbringer von Nachrichten der Götter, sondern auch der Übersetzer dieser Botschaften. Ohne seine Interpretation könnte man sie nicht verstehen.

In der Geisteswissenschaftlichen Pädagogik steht in methodologischer Hinsicht eine historisch-verstehende Vorgehensweise im Zentrum – die Hermeneutik. Diese wird in Anlehnung an Wilhelm Dilthey als die vorrangige Methode der Geisteswissenschaften allgemein angesehen.

Dilthey war, durch Immanuel Kant und Friedrich Schleiermacher beeinflusst, vor allem der Lebensphilosophie verpflichtet. So betrachtete auch Dilthey das Leben als einheitliche[n], nicht mehr hinterfragbaren Grund, der aus sich selbst heraus verstanden werden soll. Dabei rückt der ganze Mensch in all seinen Lebensbezügen in den Mittelpunkt. Dabei geht Dilthey vom Verstehen im Gegensatz zum Erklären aus. Das Erklären hat, nach Dilthey, seinen Platz in den Naturwissenschaften. Demgegenüber ist das Verstehen das methodologische Grundmuster der mit historisch-geistigen Dingen befassten Wissenschaften 

„Die Natur erklären wir, das Seelenleben verstehen wir.“

Das Verstehen ist demnach das Erkenntnisziel der hermeneutischen Methode der Geisteswissenschaftlichen Pädagogik, deren Gegenstand das Menschliche in seiner Gesamtheit sein soll. Das hermeneutische Verstehen soll bei jedem Kontakt mit Menschen oder menschlichen Produkten stattfinden, bezieht sich also in erster Linie auf Texte, wie Schulordnungen und Gesetze, Biographien und pädagogische Programme sowie pädagogische Theorien der Vergangenheit und Gegenwart. Dabei sollte sich die hermeneutische Methode in der Geisteswissenschaftlichen Pädagogik allerdings nicht auf die Interpretation von Texten beschränken, sondern vielmehr pädagogische Zusammenhänge allgemein mit einbeziehen. Dabei ist besonders die Erfassung und Deutung der vorgegebenen Erziehungswirklichkeit relevant, welche dabei wie jede Lebenswirklichkeit verstanden werden sollte, als interpretativ zu erschließender Seinszusammenhang. Dies sollte gewissermaßen den Text darstellen, um dessen Auslegung man sich bemühen wollte. Doch tatsächlich wurden vorrangig Texte interpretiert und die Deutung der jeweils gegebenen pädagogischen Wirklichkeit stellte eher eine Randerscheinung dar.

### Verhältnis von Theorie und Praxis
Grundlegend ist in der Geisteswissenschaftlichen Pädagogik die Einsicht, dass Erziehung eine Lebenswirklichkeit darstellt, die schon immer gegeben war. Die Praxis der Erziehung ist demnach älter als die wissenschaftliche Reflexion derselben und besitzt demnach eine eigene Wertigkeit. Sie ist aber genau genommen nie ausschließlich Praxis, weil sie schon immer auch eine theoretische Ebene einschließt. Selbst dort, wo der Praktiker jedwede Theorie ablehnt und auf seine persönliche Erziehungserfahrung pocht, ist Theorie am Werk. Denn auch die Erziehungserfahrung ist das Ergebnis einer möglicherweise unbewussten, aber jeweils ganz bestimmten Fragestellung.
Die Theorie ist in diesem Sinne die Bedingung des Handelns in der Praxis. Einzelne pädagogische Erfahrungen können verallgemeinert werden, sich zu Lehrsätzen, Lebensregeln, Sprichwörtern usw. verdichten und so als Anleitungen für die Praxis dienen. Die Theorie im engeren Sinne bleibt allerdings nicht bei Erfahrungssätzen und Lebensweisheiten stehen.
Im Prozess der geschichtlichen Entwicklung nennt Klafki pädagogische Ideen, wie sie beispielsweise im Erziehungsroman Emile oder über die Erziehung von Jean-Jacques Rousseau propagiert werden, die Begründungs- und Rechtfertigungsversuche des humanistischen Gymnasiums im 19. Jahrhundert und das pädagogische Ideengut der Jugendbewegung. Diese Ideen sind in mehr oder weniger starkem Ausmaß in die Praxis der Pädagogik eingegangen und wirksam geworden.
Die Geisteswissenschaftliche Pädagogik versteht es als ihre Aufgabe, diese vorwissenschaftlichen Erziehungslehren kritisch zu durchleuchten und methodisch konsequent weiterzuentwickeln. Dabei sollen diese vorwissenschaftlichen Ansätze nicht einfach überwunden werden, sondern bleiben notwendige Elemente wissenschaftlicher Reflexion.
Die wissenschaftliche Theorie im Sinne der Geisteswissenschaftlichen Pädagogik und die erzieherische Praxis im Alltag bilden demnach keinen Gegensatz, sondern sind wechselseitig aufeinander bezogen. Auch eine wissenschaftliche Theorie der Pädagogik setzt Erziehungswirklichkeit als ihren Ausgangspunkt voraus. Sie bildet sich in der lebendigen Beziehung mit dem, was in der Praxis geschieht. Als Wissenschaft von der Praxis für die Praxis ist sie nach dieser Auffassung nämlich immer nur soweit legitimiert […], wie sie vom Standpunkt des Handelns, aus seiner Verantwortung betrieben wird. Sie hat also nur so weit Gültigkeit, als der Praktiker etwas mit ihren Ergebnissen anfangen kann.
Die pädagogische Theorie hat also die Erziehungswirklichkeit als Ziel. Das heißt, es soll ein Beitrag geleistet werden zum aufgeklärten, verantwortlichen und angemessenen pädagogischen Handeln. Damit soll aber nicht eine Sammlung anwendbarer Regeln und Techniken oder sogar ein normatives System von Zielsetzungen und Handlungsanweisungen gegeben werden. Vielmehr sollen Möglichkeiten zur Problemlösung aufgezeigt und Entscheidungshilfen gegeben werden.

### Die relative Autonomie der Pädagogik
Die Pädagogik ist eine eigene und eigenständige Wissenschaft. Sie hat einen abgetrennten Gegenstandsbereich mit einer gewissen eigenen Gesetzmäßigkeit zum Thema und bearbeitet somit eine ganz spezifische Problem- und Aufgabenstellung.
In der Geisteswissenschaftlichen Pädagogik wird Jean-Jacques Rousseau als derjenige angesehen, der die Autonomie der Pädagogik als erstes formuliert hat. Nach Rousseau ist der Mensch ein zur Selbstbestimmung fähiges Wesen, was aber nur dann zum Tragen kommt, wenn er eine entsprechende Erziehung genießt. Demnach dürfen Kindheit und Jugend nicht als vorübergehende Stadien der Unreife betrachtet werden, sondern müssen als vollwertige Stufen menschlicher Entwicklung mit eigenen Rechten und Möglichkeiten, als vollgültige Formen menschlicher Existenz verstanden werden. Diese Einsicht in den Eigenwert der zu Erziehenden verlangt allerdings auch, dass man sie in ihren Äußerungen und Wünschen ernst nimmt, ihre Eigenaktivität respektiert und ihre natürlichen Anlagen frei entwickeln lässt, wobei bei diesem Vorgehen auch ein zukünftiges Ziel mitberücksichtigt werden muss. Zur Mündigkeit und geistigen Selbständigkeit gelangt der Mensch nur dann, wenn er sie schon in frühen Jahren geübt hat.
Dieser Grundgedanke Rousseaus nun hat sich nach Auffassung der Geisteswissenschaftlichen Pädagogik in einem einheitlichen und sich über zwei Jahrhunderte hinweg erstreckenden geistesgeschichtlichen Zusammenhang entfalten können, der auch Philosophie und Dichtung umfasst.
Neben der Ausdifferenzierung von Kunst und Wissenschaft sowie Rechtswesen und Wirtschaft charakterisiert diesen spezifischen Emanzipationsprozess auch die Vorstellung einer spezifischen Aufgabe der Erziehung und das daraus abgeleitete Prinzip der relativen Autonomie der Pädagogik. Die Pädagogik soll in der Zusammenarbeit mit anderen Disziplinen als selbständiger Partner auftreten und eine eigenständige Funktion im Zusammenspiel mit gesellschaftlichen und kulturellen Mächten erfüllen.
Postuliert werden dabei Bildungs- und Lernmöglichkeiten für alle, die auch gegen ökonomischen und politischen Widerstand durchgesetzt werden sollen. Jeder einzelne soll unter pädagogischen Aspekten und nicht unter denen des öffentlichen Interesses gesehen werden. Der Ausgangspunkt jeder Erziehung sind Kind und Heranwachsender in ihrem Anspruch auf die Einheit der Person, also die individuellen Möglichkeiten, Interessen und Schwierigkeiten. Es gilt demnach, das Eigenrecht und die Eigenheit des Kindes gegenüber den Erwachsenen und der Gesellschaft zu schützen. Somit sind ungerechtfertigte Ansprüche an Bildung und Erziehung zurückzuweisen, die beispielsweise von der Wirtschaft, dem Staat, der Kirche usw. erhoben werden.

## Realistische Wendung und kritische Rezeption
Mit den 1960er Jahren und vor dem Hintergrund des Kalten Krieges rückten Fragen nach Überlegenheit und Effizienz der Bildung in den Vordergrund und verdrängten Fragen nach dem tieferen Sinn von Bildung sowie ihrem Beitrag zur Emanzipation des Menschen. Das Bildungswesen habe zu lange an Traditionen und Mythen aus dem 19. Jahrhundert festgehalten, so dass sein Angebot nicht mehr die Nachfrage einer modernen Wirtschaft befriedigen könne. Diese Diskussion um die Bildungskatastrophe wurde ausgelöst durch eine Artikelserie von Georg Picht. Nun wurden, die auch schon vorher vorhandenen, Stimmen lauter, die eine an Daten und Fakten orientierte Erziehungswissenschaft forderten, die auf Validität und Reliabilität überprüfbar ist. Die Auseinandersetzung über das theoretische Selbstverständnis wurde in der Formel gebündelt Von der Pädagogik zur Erziehungswissenschaft (Wolfgang Brezinka).
Von Seiten der empirisch-analytischen Erziehungswissenschaft wurde der Geisteswissenschaftlichen Pädagogik in erster Linie vorgeworfen, dass sie ein gänzlich ungenügendes Wissenschaftsverständnis erkennen lässt, bei dem Spekulation und Irrationalität an der Tagesordnung sind. Aufgrund der fast schon ignoranten Abneigung gegenüber empirischer Forschung sei sie offen für Willkür und Beliebigkeit. So wurde insbesondere die fehlende Exaktheit geisteswissenschaftlicher Untersuchungen und die mangelnde intersubjektive Überprüfbarkeit ihrer Ergebnisse bemängelt sowie die Vernachlässigung von Arbeiten zu wissenschaftstheoretischer (Selbst-)Reflexion.
Ein Höhepunkt dieser Entwicklung war die von Heinrich Roth propagierte Realistische Wendung in der pädagogischen Forschung, die einer Empirischen Erziehungswissenschaft zum Durchbruch verhalf. Der entsprechende Aufsatz Realistische Wendung in der pädagogischen Forschung wurde von Roth 1962 verfasst, der anlässlich der Übernahme der Professur von Erich Weniger in Göttingen als Antrittsvorlesung formuliert wurde.

„Die Pädagogik analysiert […] nicht primär die Natur des Menschen […], sondern sie fragt nach der Veränderlichkeit dieser Natur […] – und sie analysiert, interpretiert und kritisiert nicht primär Gesellschaft und Kultur, wie sie sind, geworden sind und wohin sie tendieren – […], die Pädagogik vermehrt nicht die Einsichten und Erkenntnisse der Einzelwissenschaften, die aber alle […] in der Pädagogik wieder auftauchen, weil jede Wissenschaft […] täglich dringender vor die Frage ihrer Lehrbarkeit und Tradierbarkeit gestellt ist, sondern die Pädagogik fragt nach dem Bildungssinn der in den Wissenschaften und Künsten unserer Kultur investierten Einsichten, Gehalte und Normen, nach der Bedeutung, die diese für die geistige Selbstverwirklichung des Menschen, für die produktive Wiedererweckung und Fortsetzung der die Kultur tragenden Geisteskräfte in der jungen Generation haben, und sie ist dadurch an der kritischen Vermittlung zwischen der Überlieferung, dem Bestehen und dem Werdenden verantwortlich mitbeteiligt.“

Damit richtete sich Roth also nicht grundsätzlich gegen die Grundannahmen der Geisteswissenschaftlichen Pädagogik, sondern kritisierte die traditionelle Forschung und ihre Methoden. Vielmehr war es ihm wichtig, dass seine Vorschläge zur Forschung nicht als positivistisch oder als pragmatistisch verengt interpretiert werden. Die Grundüberzeugung vom Bildungssinn stellte Roth demnach nicht infrage, welcher nach wie vor eigentliches Anliegen der Erziehungswissenschaft sein sollte. Es sollten lediglich die wissenschaftlichen Methoden und damit auch die Gegenstände der Untersuchung geändert werden, wobei man sich von der Analyse von Texten zur Erziehungswirklichkeit der darin behandelten tatsächlichen Wirklichkeit zuwenden sollte.

„Empirische Forschung heißt nicht, die normative Macht des Faktischen anzuerkennen, sich der Wirklichkeit zu fügen, sondern umgekehrt, die angeblichen Fakten, das scheinbar unabänderlich Gegebene, unter der produktiven Fragestellung, die die pädagogische Idee entwickelt, auf die noch verborgenen pädagogischen Möglichkeiten hin herauszufordern.“

Die Wissenschaftler mit einer gesellschaftskritischen Position innerhalb der Erziehungswissenschaften richteten sich vor allem gegen die falschen Selbstbeschränkungen der Vertreter der Geisteswissenschaftlichen Pädagogik, den ausgesprochen unpolitischen Charakter ihres Konzepts und ihre Neigung zur Enthaltung in gesellschaftlich-ökonomischen Fragen. Ebenfalls massiv angegriffen wurde ihr Desinteresse an der Durchdringung der Verflechtungen zwischen Gesellschaft und Erziehung.
Konzeptionelle Beschränkungen werden schon durch die Bildungs- und Erziehungsbegriffe deutlich. Denn wenn nach Spranger Bildung als die durch Kultureinflüsse erworbene, einheitliche und gegliederte, entwicklungsfähige Wesensformung des Individuums, die es zu objektiv wertvollen Kulturleistungen befähigt und für objektive Kulturwerte erlebnisfähig macht zu begreifen ist, erscheint es als problematisch, dass politische und ökonomische Rahmenbedingungen ausgeklammert werden und Neues nicht zugelassen wird. Der naheliegende Vorwurf wurde erhoben, die Geisteswissenschaftliche Pädagogik unterstelle letztendlich, dass das Gegebene und Überlieferte immer auch als das Richtige, Gültige und Vernünftige zu betrachten sei. Die Konzentration auf hermeneutische Methoden hatte zur Folge, dass das Gegebene lediglich beschrieben wurde.
Auch die Kritik an der nationalsozialistischen Erziehung fand in erstaunlicher Weise kaum Beachtung seitens der Geisteswissenschaftlichen Pädagogik. Viele sahen dies insbesondere im Autonomiepostulat der Geisteswissenschaftlichen Pädagogik und ihrem unpolitischen Modell des pädagogischen Bezugs begründet, welche sie daran gehindert hätte, energischer über den Tellerrand des rein Pädagogischen hinauszublicken. Auch nach dem Zweiten Weltkrieg blieb die erziehungsgeschichtliche Auseinandersetzung mit dem Nationalsozialismus […] einer neuen Generation von jüngeren Pädagogen vorbehalten. Aufgrund ihrer Vergangenheitsorientierung wurde der Geisteswissenschaftlichen Pädagogik auch vorgeworfen, eine reaktionäre Grundhaltung einzunehmen und restaurative Tendenzen aufzuweisen.